# Itália nos Jogos Olímpicos de Verão de 1932
A Itália participou dos Jogos Olímpicos de Verão de 1932 em Los Angeles, nos Estados Unidos.